# Madalyn Murray O'Hair
Madalyn Murray O'Hair, née Madalyn Mays le 13 avril 1919 à Pittsburgh (Pennsylvanie) et morte assassinée le 29 septembre 1995 à Austin (Texas), est une personnalité américaine, figure de l'athéisme américain. Fondatrice de l'association American Atheists, elle est très active dans les campagnes de séparation de l'Église et de l'État.
Elle meurt assassinée en septembre 1995 avec son fils Jon Garth Murray et sa petite-fille Robin Murray-O’Hair par David Waters, un ancien employé de l'association et Gary Karr, son complice. Bien que de nombreux soupçons se soient portés sur David Waters, la vérité ne fut découverte qu'en janvier 2001.
En 2017, Le film La Femme la plus détestée d'Amérique (The Most Hated Woman in America) raconte son enlèvement et les circonstances de sa mort.
Selon le magazine Life, elle est considérée comme « la femme la plus haïe des États-Unis » depuis qu'elle obtient légalement l'interdiction de dire des prières dans les écoles publiques avec le cas Abington School District v. Schempp pour inconstitutionnalité.

## Biographie
Née Madalyn Mays en 1919 à Pittsburgh en Pennsylvanie, Madalyn Mays se marie en 1941 avec John Henry Roths. Ils se séparent quand ils s'enrôlent tous les deux dans l'armée, durant la Seconde Guerre mondiale, lui dans le United States Marine Corps, elle dans le Women's Army Corps. Elle entame une liaison avec William Murray, un officier militaire, qui lui donne un fils appelé William J. Murray III en 1946. William refuse de l'épouser, elle divorce en 1946 et adopte néanmoins son nom. En 1954, elle a un second enfant, Jon Garth Murray, avec un homme appelé Michael Fiorillo. En 1965, elle épouse Richard O'Hair dont elle prend et conserve le nom.
Elle s'est fait connaître en 1960, en introduisant une requête auprès de la Cour Suprême (Murray contre Curtlett) pour que les lectures publiques de la Bible dans les écoles soient déclarées anticonstitutionnelles. La Cour lui donne à demi raison en 1963 en interdisant les lectures coercitives (cours de religions et prières obligatoires).
Madalyn fonde ensuite American Atheists pour défendre la liberté des athées et non-croyants et la séparation de l'Église et de l'État, elle multiplie les requêtes et les campagnes d'opinion.
Elle est aussi à l'origine, avec l'Indien Gora de la Fondation des Athées unis du monde (Atheists World United).